# War (Edwin-Starr-Lied)
Das Lied War, geschrieben von Norman Whitfield und Barrett Strong, ist einer der bekanntesten Antikriegssongs. Das Lied entstand 1969 aus Protest gegen den Vietnamkrieg.
Ursprünglich war das Lied von den beiden Autoren für ihre Stammband, die Temptations, geschrieben worden, die das Lied auch für das Album Psychedelic Shack (1970) aufnahmen. Obwohl es beim Publikum gut ankam, wollte man mit Rücksicht auf eher konservativ eingestellte Fans den kontroversen Titel nicht als Single veröffentlichen. Stattdessen wurde ein anderer Interpret gesucht.
Zum Zuge kam Edwin Starr, der zwei Jahre zuvor bereits einen Top-10-Hit mit Twenty-Five Miles gehabt hatte. Produziert wurde die neue Version von Norman Whitfield. Nach ihrer Veröffentlichung im Juni 1970 erreichte sie in den USA Platz 1, in Großbritannien Platz 3 und in Deutschland Platz 9.
Starr verlieh dem Soul-Song eine größere Intensität als das Temptations-Original. Einem laut gerufenen „War!“ (Krieg!) folgt der Sprechgesang „What is it good for? Absolutely nothing!“ (Wofür ist er gut? Für absolut nichts!), der zu einem prägnanten und beliebten Spruch der Antikriegsbewegung wurde.
Für Starr, der danach noch weitere Songs mit Whitfield aufnahm, gab es in der Folge noch ein paar kleinere Hits, aber War bleibt mit Abstand sein bekanntester. Der Song wurde 1999 in die Grammy Hall of Fame aufgenommen und er gehört zur Liste The Songs That Shaped Rock and Roll der Rock and Roll Hall of Fame.
Mitte der 1980er Jahre kam das Lied nochmals zu neuen Ehren, als eine Liveaufnahme von Bruce Springsteen erneut zu einem Top-10-Hit wurde. Daneben gibt es auch noch bekanntere Versionen von Frankie Goes to Hollywood, Joan Osborne, Laibach, D.O.A. (Band), den Beastie Boys und eine Wiederaufnahme von Edwin Starr mit den Utah Saints aus dem Jahr 2002.
Der Song wird mehrmals von Jackie Chan in der Filmserie Rush Hour gesungen und kommt auch im Film Gullivers Reisen – Da kommt was Großes auf uns zu am Ende vor, als Gulliver zwei Königen erklärt, dass Krieg nutzlos ist. Das Musikprojekt 1,000 Days, 1,000 Songs veröffentlichte den Titel im Juni 2017 auf seiner Website als Protest gegen die Politik von US-Präsident Donald Trump.

## Musikbeispiele
- The Temptations: War auf YouTube
- Edwin Starr: War auf YouTube
- Frankie Goes to Hollywood: War auf YouTube